# David Kellogg Lewis
David Kellogg Lewis (født 28. september 1941, død 14. oktober 2001) regnes som en af de førende filosoffer i den sidste halvdel af den 20. århundrede. Lewis underviste kortvarigt på UCLA og derefter på Princeton fra 1970 til sin død. Han forbindes også med Australien, hvis filosofiske samfund han besøgte næsten årligt i mere end tredive år. Han har haft enestående bidrag til sprogfilosofi, bevidsthedsfilosofi, metafysik, epistemologi og filosofisk logik. Han er formentlig bedst kendt for sit kontroversielle modalrealistiske synspunkt.